# Вилблевен
Вилблевѐн (на френски: Villeblevin) е село в Източна Франция, департамент Йон на регион Бургундия-Франш Конте. Намира се близо до град Санс. Населението му възлиза на 1772 жители, според преброяването през 2007 г.

## Личности
Край Вилблевен загива при автомобилна катастрофа писателят Албер Камю (1913-1960).